# MeidasTouch Network
MeidasTouch Network (MTN) jest Amerykańską organizacją medialną utworzoną w marcu 2020 roku, której tytularnym celem jest utrzymanie ustroju demokratycznego w Stanach Zjednoczonych Ameryki Północnej.

## Historia
Organizacja MeidasTouch Network została założona w marcu 2020 roku przez trzech pochodzących z nowojorskiego Long Island braci Meiselas.
Ben Meiselas jest prawnikiem, profesorem prawa Uniwersytetu Południowej Kalifornii (USC), który m.in. reprezentuje prawnie Colina Kaepernicka, gracza ligi NFL.
Brett Meiselas był nagradzanym montażystą pracującym dla znanego w USA programu telewizyjnego The Ellen DeGeneres Show.
Jordan Meiselas był pracownikiem stopnia menedżerskiego w branży reklamowej.
Nazwa organizacji nawiązuje do mitycznego króla Midasa.

## Aktywność
Działalność MeidasTouch Network skupia się przede wszystkim wokół ich kanału w serwisie YouTube, który na dzień 25 października 2023 roku posiada ponad 1,7 miliona subskrybentów. MTN jest również aktywna w innych mediach społecznościowych. W 2023 roku organizacja zaprezentowała oficjalną stronę internetową meidastouch.com.
Poza materiałami własnego autorstwa, MeidasTouch Network współpracuje z innymi twórcami treści o podobnych charakterze. Wśród nich są m.in. grupa medialna LegalAF, w skład której wchodzą prawnik Michael S. Popok oraz była główna asystent prokuratora generalnego Manhattanu Karen Friedman Agnifilo. Inni współpracownicy to m.in. były pracownik BBC Anthony Davis, czy też międzynarodowy korespondent Francis Maxwell.
Odpowiedzialność za działalność MTN w internecie spoczywa na byłym prokuratorze federalnym Ronie Filipkowskim.
Wśród materiałów publikowanych przez MeidasTouch Network znajdują się też wywiady z politykami z pierwszych stron gazet, takimi jak rep. Adam Kinzinger, rep. Dan Goldman, rep. Jared Moskowitz, rep. Jasmine Crockett czy też rep. Katie Hill.
Działalność MeidasTouch Network opiera się na dochodach z reklam oraz wpływów ze strony Patreon. MTN nie posiada zewnętrznych inwestorów ani nie jest aktualnie zarejestrowany jako komitet polityczny w USA.
W październiku 2023 roku Ron Filipkowski z MTN ujawnił naruszenie przez Donalda Trumpa warunków gag order nałożonego na niego przez sędziego Arthura Engorona w toczącej się w stanie Nowy Jork sprawie o składanie przez Trumpa sfałszowanych dokumentów finansowych. W rezultacie sędzia Engoron zastosował wobec Trumpa karę finansową w wysokości 5000 dolarów.
26 października kanał YouTube MeidasTouch Network opublikował przeprowadzony przez prokuratorkę Karen Friedman Agnifilo ponad półgodzinny wywiad z Danyą Perry, prawnikiem reprezentującym Michaela Cohena w sprawie o ustalenie wyroku i kary finansowej wobec Donalda Trumpa i jego organizacji, skazanego za oszustwa finansowe w stanie Nowy Jork, dzień po tym, gdy Donald Trump w ataku wściekłości nagle opuścił salę sądową. Wywiad skupiał się na aspektach związanych z Michalem Cohenem, jako jedną z osób odpowiedzialnych za realizację naruszających obowiązujące prawo wydanych przez Trumpa dyrektyw, oraz szczegółach samego wybuchu Trumpa i momentów go poprzedzających.